# Gmina Karlino
Die Gmina Karlino (deutsch Gemeinde Körlin) ist eine Stadt- und Landgemeinde in der Woiwodschaft Westpommern in Polen. Sie gehört zum Powiat Białogardzki (Belgarder Kreis). Namensgebende Ortschaft und Sitz der Gemeindeverwaltung ist die Stadt Karlino (Körlin an der Persante). Das Gemeindegebiet umfasst 141 km², die Gemeinde zählt etwa 9200 Einwohner.

## Gemeindegliederung
Die Gemeinde umfasst die Stadt Karlino (Körlin an der Persante) und 19 Schulzenämter, von denen einigen weitere Ortschaften zugeordnet sind:
1. Daszewo (Dassow), mit Brzeźno (Hoppekathen)
2. Domacyno (Dumzin)
3. Garnki (Garchen)
4. Gościnko (Klein Jestin)
5. Karlinko (Vorwerk Körlin), mit Krzywopłoty (Stadtholzkaten)
6. Karścino (Kerstin), mit Chotyń (Neu Kowanz)
7. Karwin (Karvin)
8. Kowańcz (Kowanz)
9. Kozia Góra (Koseeger)
10. Krukowo (Kruckenbeck)
11. Lubiechowo (Lübchow), mit Lubiechowo-Przystanek (Lübchow-Bahnhof) und Czerwięcino (Emmasthal)
12. Malonowo (Mallnow)
13. Mierzyn (Alt Marrin), mit Wyganowo (Kuhhagen)
14. Mierzynek (Neu Marrin)
15. Pobłocie Wielkie (Groß Pobloth), mit Wietszyno (Johannesthal)
16. Syrkowice (Zürkow), mit Poczernino (Putzernin)
17. Ubysławice (Rüwolsdorf)
18. Witolub (Hühnerheide), mit Dębolas (Forsthaus Stadtwald)
19. Zwartowo (Schwartow)

Im Gemeindegebiet liegen ferner die ehemaligen Wohnplätze Ausbau Alt Marrin, Dassower Mühle, Fuchsmühle, Karviner Mühle, Lübchower Mühle, Ritterberg und Vorwerk Groß Pobloth.

## Gemeindepartnerschaften
Es bestehen folgende Gemeindepartnerschaften:
- Dargun (Deutschland, Mecklenburg-Vorpommern)
- Wolgast (Deutschland, Mecklenburg-Vorpommern)